# Monarchy of Roses
Monarchy of Roses è una canzone dei Red Hot Chili Peppers.
Si tratta del secondo singolo estratto dal loro decimo album in studio, I'm with You, del 2011.
È stata pubblicata per radio il 7 ottobre 2011 nel Regno Unito, mentre è stata pubblicata il 25 dello stesso mese negli Stati Uniti. Nel resto d' Europa invece, il brano è stato pubblicato il 1º novembre. Il brano è stato utilizzato dalla casa automobilistica giapponese Nissan come colonna sonora dello spot pubblicitario dell'auto "El Grand" (solo per il mercato asiatico).

## Struttura
È la traccia che apre l'album e che inizia con una parte strumentale, con riff distorti di chitarra alternati a incalzanti rullate di tamburi nella batteria.
La parte vocale inizia con parole distorte ed echeggianti di Anthony Kiedis, molto simile a quella del brano Warped dell'album One Hot Minute.
Nel finale, così come nel ritornello, torna aggressiva la batteria di Chad Smith, che rievoca le vecchie canzoni in stile Red Hot.
Da segnalare nel ritornello e nel finale anche i cori in sottofondo di Josh Klinghoffer.
Nella parte intermedia della canzone, si nota un forte duello tra la batteria e gli assoli della chitarra.
Il basso di Flea, essendo non troppo invasivo, ritma la canzone senza esser mai lo strumento portante, come invece accade in modo prepotente ed efficace in The Adventures of Rain Dance Maggie. Il suono del basso elettrico torna però ad esprimersi con potenza durante il ritornello.
La canzone ha inoltre aperto tutti i loro show durante il tour di I'm with You.

## Video
Il videoclip, cominciato ad essere girato il 4 ottobre 2011 in Sud America, è stato reso disponibile su YouTube dall'11 novembre.
Diretto da Mark Klasfeld (lo stesso regista del singolo precedente), esso si ispira alle opere dell'artista Raymond Pettibon.
Durante il video compaiono alcune scritte in inglese. "Combatti per la libertà", "Vuoi stare ancora con me?", "non si può rimanere nella retta via per sempre" ecc..

## Tracce
Singolo giapponese
1. Monarchy of Roses (Album Version) – 4:14

Singolo promozionale del Regno Unito
1. Monarchy of Roses (Album Version) – 4:14
2. Monarchy of Roses (Radio Edit) – 3:43
3. Monarchy of Roses (Instrumental) – 4:12

Singolo promozionale europeo
1. Monarchy of Roses (Album Version) – 4:14
2. Monarchy of Roses (Radio Edit) – 3:43

## Classifiche
| Classifica (2011) | Posizione massima |
| ----------------- | ----------------- |
| Giappone          | 31                |